# Fünf Klavierstücke opus 113
Fünf Klavierstücke is een verzameling werkjes van Christian Sinding. De componist bleef werkjes schrijven, die lucratief waren voor de muziekuitgeverij, maar waar hijzelf nauwelijks (muzikaal) profijt van had/kreeg. Geen van deze vijf stukjes voor piano was op compact disc te verkrijgen (gegevens 2013). 
De vijf stukjes zijn:
1. Alla burla (allegro moderato) (B majeur)
2. Canzonetta (Cantando) (D majeur)
3. Humoreske (allegretto) (A majeur)
4. Melodie (con moto) (Des majeur
5. Scherzino (vivace) (B majeur)